# Оберельц
Оберельц (нем. Oberelz) — община в Германии, в земле Рейнланд-Пфальц. 
Входит в состав района Вульканайфель. Подчиняется управлению Кельберг.  Население составляет 119 человек (на 31 декабря 2010 года). Занимает площадь 5,55 км².